# Ніконов Олександр Петрович
Олександр Петрович Ніконов (нар. 13 серпня 1964, Москва) — російський журналіст і письменник-публіцист. Автор кількох книг на суспільні та історичні теми. 
Публікувався в газетах «Московський комсомолець», «Московська комсомолка», «Праця», «Столична газета», «Нічне рандеву», журналах «Постскриптум», «Вогник», «Столиця». Активно виступає за легалізацію проституції, легких наркотиків, короткоствольної зброї і евтаназії новонароджених з генетичними відхиленнями за бажанням батьків. Дотримується праволіберальних, трансгуманістичних і лібертаріанських переконань.
У 1986 році закінчив Московський інститут сталі і сплавів (Місіс).
Восени 1996 року був фігурантом кримінальної справи і притягувався до суду через свою професійну діяльність: за фактом видання спільно з Дмитром Биковим «нецензурної» газети «Мати».

## Кредо
Відомий як послідовник і популяризатор наукового скептицизму, в деяких своїх книгах він також пропагує лібералізм в економіці та суспільному житті і гостро критикує «політкоректність». Космополіт. Голова Атеїстичного суспільства Москви (АтОМ).

## Нагороди
Лауреат премій Спілки журналістів Москви за 2002 рік та Союзу журналістів Росії за 2001 рік, двічі лауреат премії журналу «Огонек». За внесок у вітчизняну культуру нагороджений державною нагородою — медаллю Пушкіна (1999 рік). У 2005 році за книгу «Апгрейд мавпи» отримав Біляївську премію. Лауреат премії «Нонконформізм-2010» за роман «Анна Кареніна, самка».

## Скандали

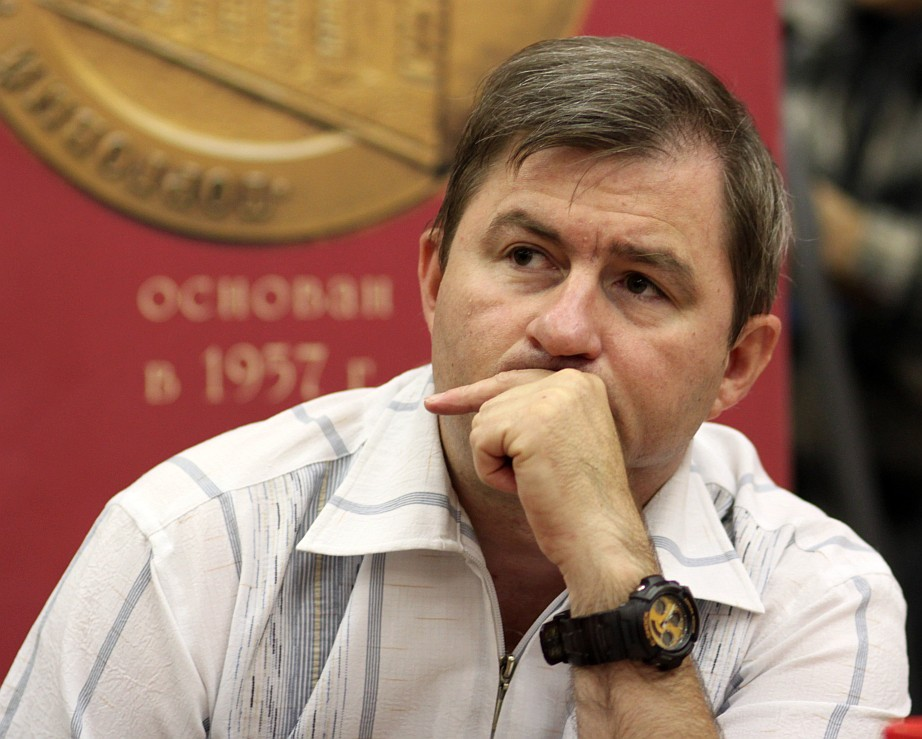
На зустрічі з читачами, 2010

Відомий своїми скандальними висловлюваннями.

### Проект «Мати» (рос.мать)
Він активно пропагував у 1990-х роках ненормативну лексику. Спільно з Дмитром Биковим видав 1 квітня 1995 року додаток до тижневика «Співрозмовник» — «матірну газету» «Мати», вів відповідну колонку в газеті «Новий Погляд», був фігурантом (спільно з Биковим) кримінальної справи за вживання нецензурних виразів у пресі. Глави його першої книги публікувалися в газеті «Новий Погляд» та журналі «Секрет&Таємниця».

### Заборона книги
У вересні 2009 року прокуратура Санкт-Петербурга наказала вилучити книгу Ніконова «Апгрейд мавпи» з продажу (на думку прокуратури, у книзі міститься заклик до легалізації наркотиків). Через рік вийшло перевидання «Апгрейду» під назвою «Вінець творіння в інтер'єрі світобудови», доповнена і поліпшена в порівнянні з оригінальною книгою і без скандальної глави про наркотики.

### Публікація про евтаназію
У лютому 2010 року Громадська палата Російської Федерації і СЖР (Союз журналістів Росії) обговорили статтю Ніконова під назвою «Добий, щоб не мучився», опубліковану в грудні 2009 року газетою «Speed-Інфо», в якій журналіст пропонував дати батькам право застосовувати евтаназію при народженні дітей з деякими невиліковними патологіями мозку (що не допускають формування у дитини повноцінної особистості), називаючи дітей «болванками для майбутньої особистості» і «бракованими дискетами». Публікація викликала широкий громадський резонанс. У пресі розпочалася критика Ніконова. За підсумками засідання громадської колегії за скаргами на пресу Союз журналістів Росії виніс рішення, що стаття «знаходиться на межі екстремізму», а також написана «непрофесійно». Деякі колеги (Олексій Венедиктов, Євген Додола, Віктор Лошак, Павло Шеремет) виступили на захист журналіста, бо вважали, що порушується свобода слова.

## Політика
Був головою Федерального Політради зареєстрованої в 2012 році партії Росія без мракобісся з червня 2013 року по травень 2015.

## Родина
Дружина — Галина. Виховує сина.